# Armenian Airlines (1991)
Armenian Airlines war von 1991 bis 2004 die staatliche Fluggesellschaft Armeniens.

## Geschichte
Armenian Airlines wurde kurz nach der Unabhängigkeit 1991 gegründet und hatte bis 2002 ein Monopol inne, als die privaten Wettbewerber Armenian International Airways und Armavia auf den Plan traten. Die wichtigste Basis war der internationale Flughafen Jerewan (Swartnoz). Bis 1997 war Armenian Airlines profitabel. Für die Verluste 1998 machte der Direktor Arsen Awetisjan die damalige Wirtschaftskrise in Russland verantwortlich. Als Armavia (damals zu Siberia Airlines gehörig) einen Vertrag mit der armenischen Regierung abschloss, der Armavia lukrative Routen wie Moskau-Jerewan sicherte, begann ein unaufhaltsamer Abstieg von Armenian Airlines. 2004 musste das Unternehmen Insolvenz anmelden.